# Cath Wallace
Catherine C. "Cath" Wallace (nacida en 1952) es una ecologista de Nueva Zelanda y académica. Da conferencias de economía y política pública en la Universidad Victoria de Wellington, y forma parte de organizaciones vinculadas con el medio ambiente en Nueva Zelanda. Se le otorgó el Premio Medioambiental Goldman en 1991, gracias a sus contribuciones para la protección del medio ambiente en Antártida.

## Activismo y trabajo político
Desde 1987 Cath Wallace ha dado conferencias en la Universidad Victoria de Wellington sobre economía y política pública, centrándose en el medio ambiente.
Durante una década fue la presidenta de las Organizaciones de Conservación del Medio Ambiente de Nueva Zelanda, (Environment and Conservation Organizations of New Zealand, ECO).  ECO es una organización sin ánimo de lucro que se preocupa de la preservación del medio ambiente. Cath Wallace sigue formando parte de ECO. 
Wallace formó parte del Consejo de IUCN, la Unión Internacional para la Conservación de la Naturaleza, durante dos mandatos. Su principal foco fue conseguir que se mantuvieran en mente los costes medioambientales cuando se tomaran decisiones nacionales. Ella impulsó reformas a nivel medioambiental y de políticas energéticas. 
Como parte de su activismo, dirigió un movimiento de resistencia, junto con otros activistas, contra intereses empresariales que intentaban restringir el Acta de Administración de Recursos (Resource Management Act). Esta acta es importante para la protección de los recursos naturales.
En su puesto en ECO, defendió un cambio en la ley de pesca nacional para que se gestionara el ecosistema entero en vez de sólo la pesca de peces. 
Wallace investigó los efectos de la gestión de cuotas pesqueras en Nueva Zelanda y presionó al Ministerio de Pesca para que dejara de infringir sus responsabilidades medioambientales bajo el Acta de Pesca de Nueva Zelanda de 1996. Wallace continúa defendiendo la implementación de fuertes políticas medioambientales locales por toda Nueva Zelanda.
Cath Wallace también fue cofundadora de la rama de Nueva Zelanda de la Coalición Antártica y del Océano Antártico (Antarctic and Southern Ocean Coalition, ASOC), una alianza internacional que trabaja para la protección de la Antártida y el rechazo de la Convención de Minerales de la Antártida. En asociación con ASOC, Wallace fue lobbista internacional para prohibir la explotación minera en la Antártida. Un paso importante en la protección del entorno antártico fue gracias al Protocolo Medioambiental Antártico. El protocolo designa a Antártida como "una reserva natural, dedicada a la paz y a la ciencia". También conocido como el protocolo de Madrid,  estableció reglas para la protección del entorno y la prohibición de la explotación minera.
En 2008 colaboró en el libro SEAFOOD Ecolabelling Principles and Practice.